# Joaquim Justino Carreira

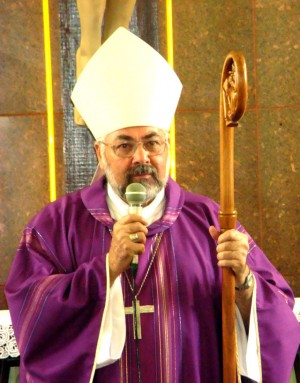
Joaquim Justino Carreira (2009)

Joaquim Justino Carreira (* 29. Januar 1950 in Santa Catarina da Serra, Portugal; † 1. September 2013 in São Paulo, Brasilien) war ein portugiesisch-brasilianischer Geistlicher und römisch-katholischer Bischof von Guarulhos in Brasilien.

## Leben
Joaquim Justino Carreira war nach dem Abschluss am Colégio São Bento in Araraquara, São Paulo zunächst Büroassistent (1963–1967) und von 1967 bis 1973 Sekretär an der Diözesan-Kurie in Jundiaí. Er studierte Philosophie an der Faculdades Anchieta in São Paulo und von 1973 bis 1976 Theologie an der Päpstlichen Universität Gregoriana in Rom. An der Faculdade Nossa Sra Assunção in São Paulo absolvierte er ein Studium der Pastoraltheologie. An der Päpstlichen Lateranuniversität in Rom absolvierte er ein Masterstudium in Ehe und Familie.
Er empfing am 11. Juni 1976 die Diakonenweihe im Bistum Jundiaí. Der Bischof von Jundiaí, Gabriel Paulino Bueno Couto OCarm, weihte ihn am 19. März 1977 in Jundiaí zum Priester. Er war von 1976 bis 2005 in der Seelsorge tätig, zuletzt Pfarrer der Kathedrale Nossa Senhora do Desterro in Jundiaí. Papst Johannes Paul II. verlieh ihm am 6. August 1990 den Ehrentitel Päpstlicher Ehrenkaplan (Monsignore).
Papst Johannes Paul II. ernannte ihn am 24. März 2005 zum Weihbischof in São Paulo und Titularbischof von Cabarsussi. Der Erzbischof von São Paulo, Cláudio Kardinal Hummes OFM, spendete ihm am 21. Mai desselben Jahres die Bischofsweihe; Mitkonsekratoren waren Osvaldo Giuntini, Bischof von Marília, und Gil Antônio Moreira, Bischof von Jundiaí. Als Wahlspruch wählte er PAX VOBIS.
2011 wurde er Mitglied der Pastoralkommission der Brasilianischen Bischofskonferenz (CNBB). Er war Vikar der Seelsorgeregionen VI, VII und VIII und Generalvikar der Diözese Jundiaí.
Papst Benedikt XVI. ernannte ihn am 23. November 2011 zum Bischof von Guarulhos.
2012 wurde bei Carreira Krebs festgestellt, weswegen er sich von Februar bis August 2013 einer Chemotherapie unterzog. Am 24. August 2013 wurde er wegen Komplikationen auf die Intensiv-Station des Hospitals AC Camargo gebracht, wo er am 1. September seinem Krebsleiden erlag.